# Beach Park

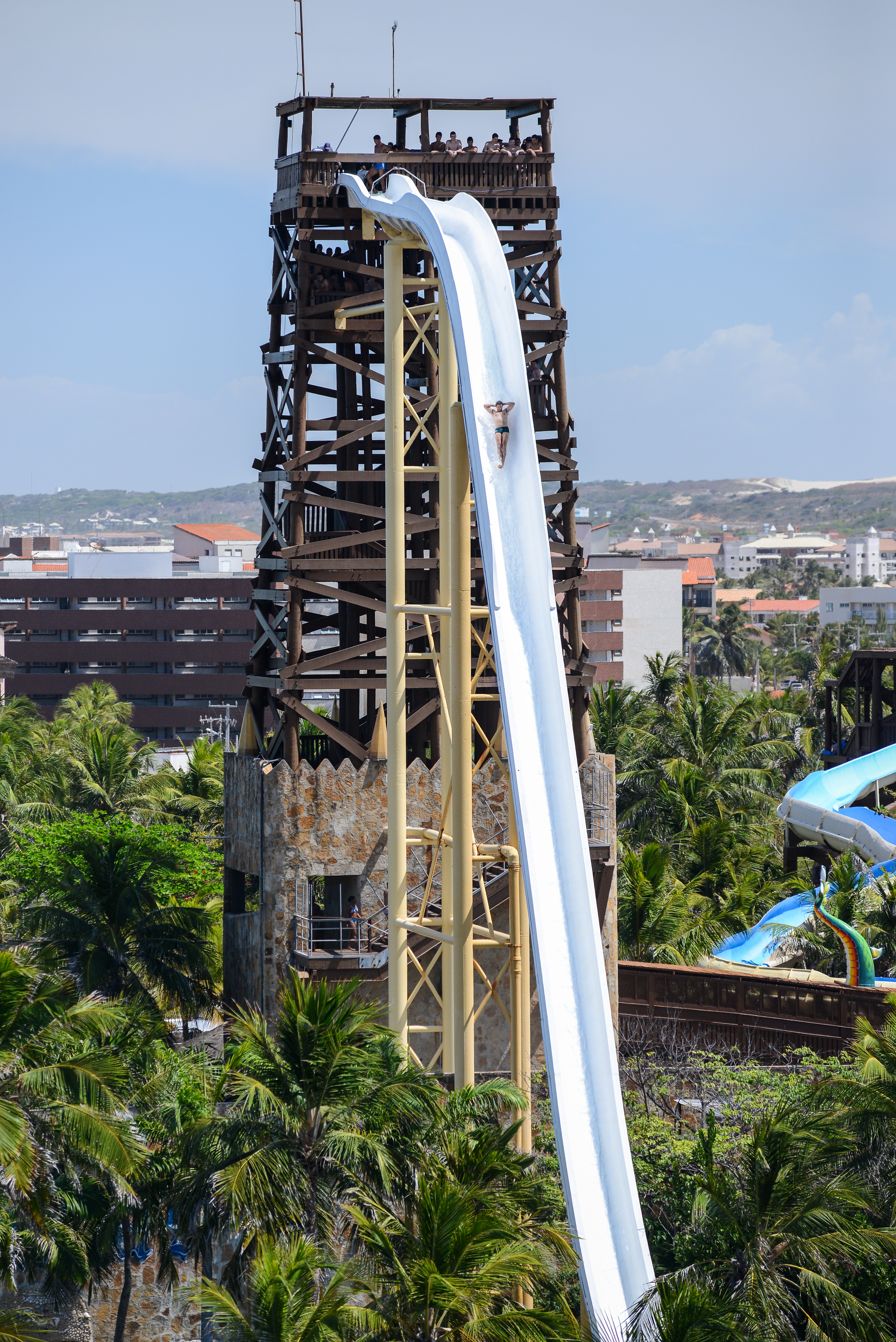
Insano: principal toboggan du parc

Beach Park est un parc aquatique situé à 15 kilomètres de Fortaleza à Aquiraz dans l'État du Ceará, au Brésil.

## Histoire

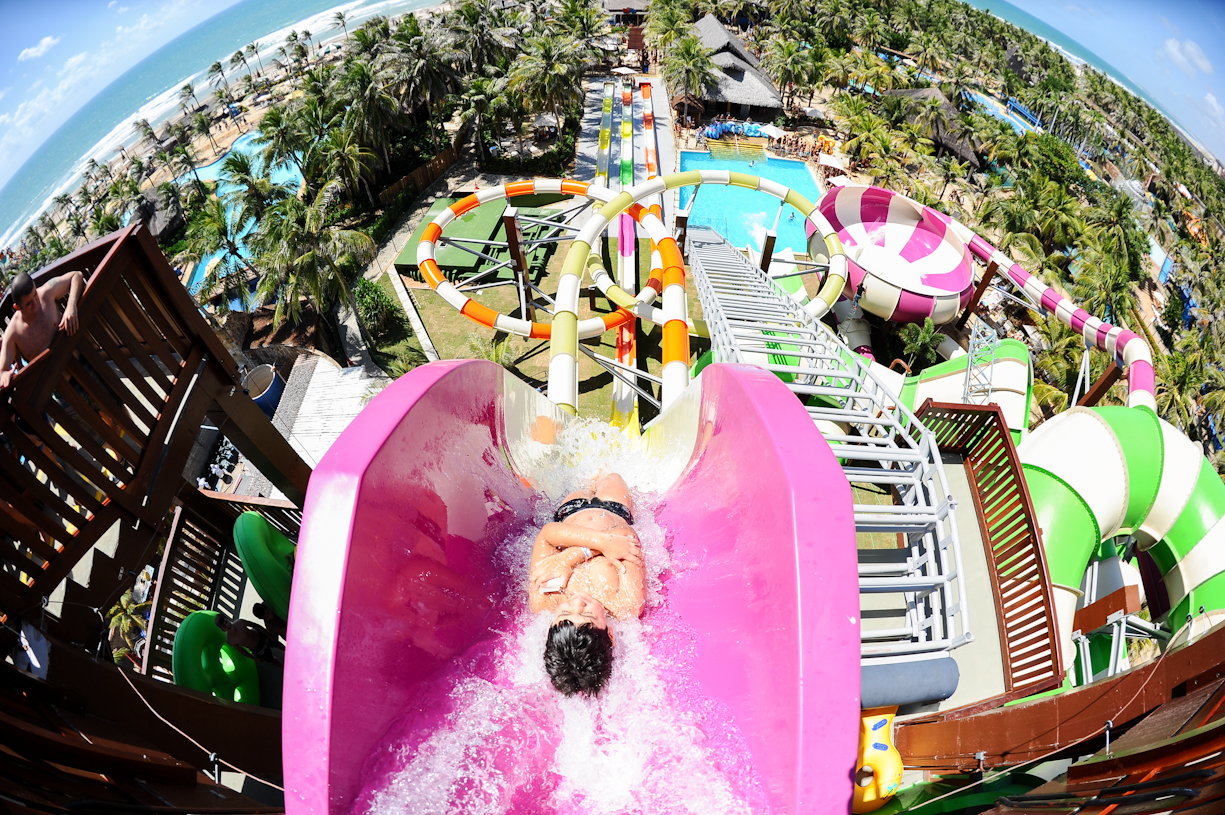
Arrepius: attraction populaire du parc

Inauguré en 1988, Beach Park est, en 2014, le deuxième meilleur parc d'attractions aquatiques du monde d'après le site Tripadvisor.

## Attractions
- Insano: toboggan avec chute libre de 41 mètres
- Kalafrio: half en forme de piste de skate avec descente en bouées doubles (Atlântida)
- Arrepius: plusieurs toboggans partant d'une hauteur de 25 mètres
- Acqua Circo: plus grande aire de jeux aquatiques au monde[2];
- Atlantis: grande rampe avec descente en bouées quadruples (Atlântida)
- Ramubrinká: plusieurs toboggans en virage partants d'une tour située à une hauteur de 25 mètres
- Correnteza Encantada: rivière artificielle au milieu d'Aqua Park (Ilha da Correnteza)
- Maremoto: plus grande piscine à vagues d'Amérique latine[3]
- Acqua Show: aire de jeu aquatique
- Moreia Negra: toboggan fermé en forme de morue géante (Atlântida)
- Zump Tchibum: toboggan en virage avec descente en tapis (Atlântida)
- Hupa e Hopa: deux toboggans d'une hauteur de 7 mètres qui atteignent une grande vitesse grâce à des jets d'eau (Atlântida)
- Ilha do Tesouro: aire thématique pour enfants
- Arca de Noé: autre aire thématique pour enfants (Ilha da Correnteza)
- Acquabismo: toboggan d'une hauteur de 8 mètres
- Saunas et spas
- Tchibum: toboggan d'une hauteur de 4,5 mètres et 12,5 km/h de moyenne avec descente légère

## Resorts

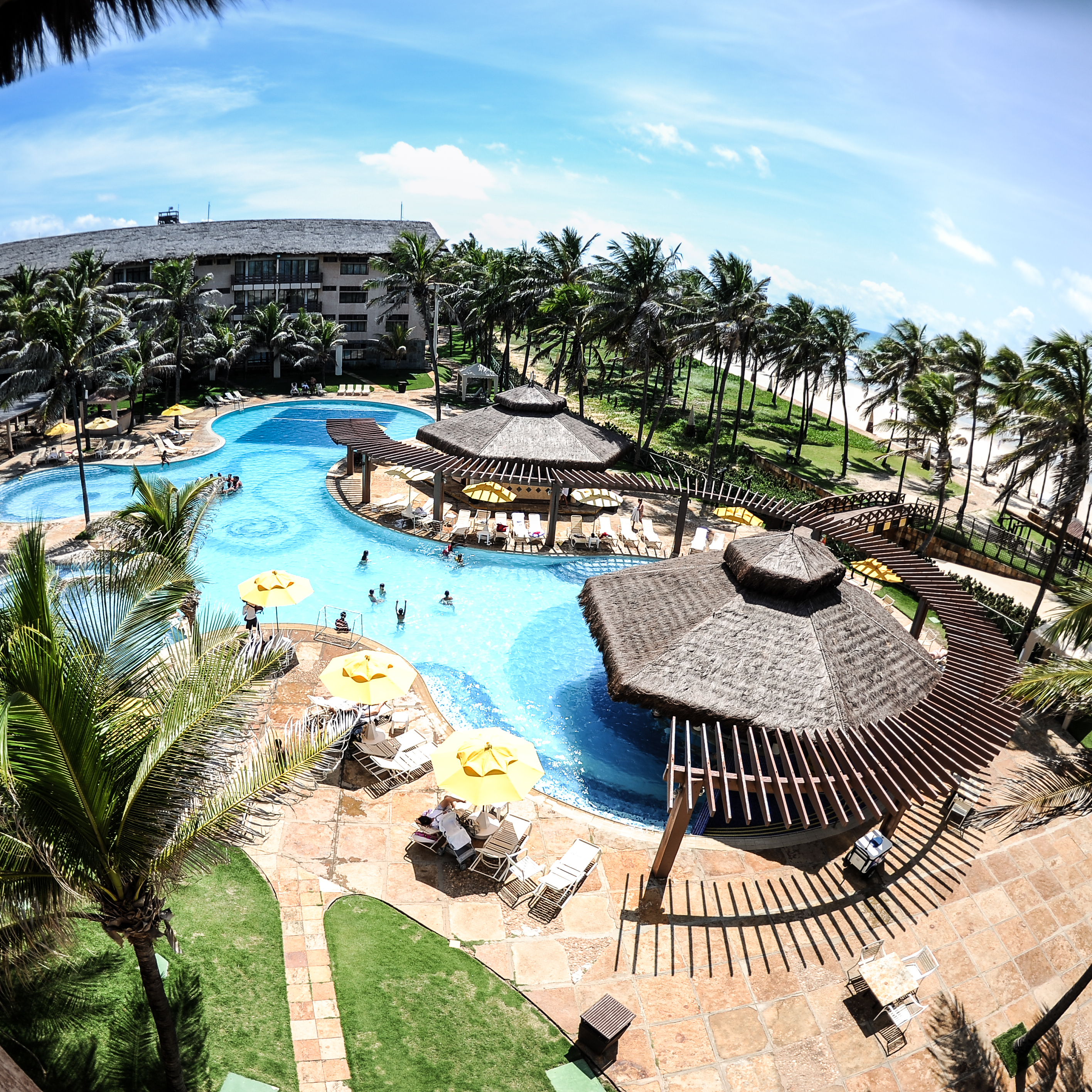
Suites Beach Park Resort

Le parc compte quatre resorts, lieux de villégiature :
- Acqua Beach Park Resort
- Oceani Beach Park Resort
- Suites Beach Park Resort
- Wellness Beach Park Resort